# Brüderes
Brüderes ist ein Gemeindeteil der Gemeinde Speichersdorf im Landkreis Bayreuth (Oberfranken, Bayern). Brüderes liegt in der Gemarkung Seybothenreuth.

## Geografie
Das Dorf liegt am Kirrlohbach, dem rechten Oberlauf des Laimbachs. Eine Gemeindeverbindungsstraße führt nach Wallenbrunn (2 km nordwestlich) bzw. zur Bundesstraße 22 (1,2 km nördlich). Eine weitere Gemeindeverbindungsstraße führt an der Buschmühle vorbei nach Hundsmühle (0,6 km südöstlich).

## Geschichte
Gegen Ende des 18. Jahrhunderts bestand Brüderes aus 11 Anwesen (6 Halbhöfe, 1 Viertelhof, 1 Viertelhof mit Mühle, 1 Sölde, 1 Haus, 1 Hirtenhaus). Die Hochgerichtsbarkeit stand vom bayreuthischen Stadtvogteiamt Bayreuth zu. Die Dorf- und Gemeindeherrschaft sowie die Grundherrschaft über sämtliche Anwesen hatte das Hofkastenamt Bayreuth.
Von 1797 bis 1810 unterstand der Ort dem Justiz- und Kammeramt Bayreuth. Mit dem Gemeindeedikt wurde Buschmühle dem 1812 gebildeten Steuerdistrikt Seybothenreuth zugewiesen. Zugleich entstand die Ruralgemeinde Brüderes, zu der Buschmühle und Weißenreuth gehörten. Sie war in Verwaltung und Gerichtsbarkeit dem Landgericht Weidenberg zugeordnet und in der Finanzverwaltung dem Rentamt Bayreuth. Mit dem Gemeindeedikt von 1818 erfolgte die Eingemeindung nach Seybothenreuth. Im Zuge der Gebietsreform in Bayern wurde Brüderes am 1. Mai 1978 nach Speichersdorf eingegliedert.

### Einwohnerentwicklung
| Jahr      | 001818 | 001861 | 001871 | 001885 | 001900 | 001925 | 001950 | 001961 | 001970 | 001987 |
| Einwohner | *74    | 76     | 75     | 103    | 82     | 66     | 69     | 63     | 49     | 49     |
| Häuser    | *14    |        |        | 14     | 14     | 12     | 12     | 12     |        | 16     |
| Quelle    | [ 6 ]  | [ 9 ]  | [ 10 ] | [ 11 ] | [ 12 ] | [ 13 ] | [ 14 ] | [ 15 ] | [ 16 ] | [ 1 ]  |

## Religion
Brüderes ist evangelisch-lutherisch geprägt und nach St. Veronika (Birk) gepfarrt.